# Базіль Вронінкс
Базі́ль Вро́нінкс (нід. Basile Vroninks; нар. 20 листопада 2006) — бельгійський футболіст, захисник клубу «Андерлехт».

## Клубна кар'єра
Вихованець команди «Волвертем-Мерхтем», а 2012 року приєднався до академії «Андерлехта». 29 липня 2024 року підписав з клубом свій перший професіональний контракт. 24 серпня 2024 року дебютував за фарм-клуб «Андерлехт Ф'ючерз» в матчі Челленджер Про-ліги проти клубу «Патро Ейсден».
27 липня 2025 року дебютував в основному складі «Андерлехта» в матчі Про-ліги проти «Вестерло», вийшовши на заміну Алі Маамару. 31 липня в поєдинку кваліфікації Ліги Європи УЄФА проти шведського «Геккена» дебютував в єврокубках.

## Кар'єра в збірній
Виступав за збірні Бельгії до 18 і до 19 років.

## Статистика виступів
Станом на 31 липня 2025
| Клуб              | Сезон             | Чемпіонат           | Чемпіонат | Чемпіонат | Кубок | Кубок | Єврокубки | Єврокубки | Інші  | Інші | Всього | Всього |
| Клуб              | Сезон             | Дивізіон            | Матчі     | Голи      | Матчі | Голи  | Матчі     | Голи      | Матчі | Голи | Матчі  | Голи   |
| ----------------- | ----------------- | ------------------- | --------- | --------- | ----- | ----- | --------- | --------- | ----- | ---- | ------ | ------ |
| Андерлехт Ф'ючерз | 2024–25           | Челленджер Про-ліга | 25        | 0         | —     | —     | —         | —         | —     | —    | 25     | 0      |
| Андерлехт Ф'ючерз | 2025–26           | Челленджер Про-ліга | 0         | 0         | —     | —     | —         | —         | —     | —    | 0      | 0      |
| Андерлехт Ф'ючерз | Всього            | Всього              | 25        | 0         | 0     | 0     | 0         | 0         | 0     | 0    | 25     | 0      |
| Андерлехт         | 2025–26           | Про-ліга            | 1         | 0         | 0     | 0     | 1         | 0         | —     | —    | 2      | 0      |
| Всього за кар'єру | Всього за кар'єру | Всього за кар'єру   | 26        | 0         | 0     | 0     | 1         | 0         | 0     | 0    | 27     | 0      |

1. ↑  Матчі в Лізі Євпопи УЄФА